# Eurycantha rosenbergii
Eurycantha rosenbergii är en insektsart som beskrevs av Johann Jakob Kaup 1871. Eurycantha rosenbergii ingår i släktet Eurycantha och familjen Phasmatidae. Inga underarter finns listade i Catalogue of Life.